# Gimme Shelter (album)
Gimme Shelter è un album raccolta dei Rolling Stones, pubblicato in Inghilterra, post-contratto, dalla casa discografica Decca Records il 25 settembre 1971.

## Il disco
L'album non è la colonna sonora dell'omonimo film sul concerto di Altamont. I primi sei brani, ovvero il lato "A" della versione originale in LP, sono successi celebri degli Stones, i rimanenti sei sono estratti in versione live dall'album Got Live If You Want It! del 1966.

## Tracce
Lato A
1. Jumpin' Jack Flash
2. Love in Vain
3. Honky Tonk Women
4. Street Fighting Man
5. Sympathy for the Devil
6. Gimme Shelter

Lato B
1. Under My Thumb
2. Time Is on My Side
3. I've Been Loving You Too Long
4. Fortune Teller
5. Lady Jane
6. (I Can't Get No) Satisfaction